# Dinu Antonescu
Dinu Antonescu (n. 21 octombrie 1935, Ploiești, România) este un  medic chirurg ortoped român.

## Distincții
- Ordinul național „Steaua României”